# Vegapujín
Vegapujín es una localidad española perteneciente al municipio de Murias de Paredes, que pertenece a la provincia de León, comunidad autónoma de Castilla y León. Tiene en la actualidad 22 habitantes (INE 2010) y altitudes entre los 1200 y los 2058 m. en Peña Cefera. Dista unos 84 km de León capital. Está integrado en el Valle Gordo, formado por el río Gordo o Vallegordo (según versiones), que desemboca en el río Omaña, que da nombre a la comarca, Omaña recientemente declarada por la Unesco Reserva Universal de la Biosfera, por su riqueza forestal y biológica.
El pueblo se ubica junto al río y a lo largo de la carretera que discurre por el fondo del valle. Está dividido en dos barrios. El casco principal, donde se encuentra el grueso de las casas se aloja en un meandro formado por el río Vallegordo y delimitado por los dos principales puentes, que deja todas las construcciones en la margen derecha y que contiene la plaza principal (el Amecedero) y la ermita. Por otro lado, el barrio de la Viliella, se encuentra aguas arriba en la salida hacia Fasgar, conteniendo algunas construcciones de importancia como la iglesia parroquial, la escuela, la lechería, la fragua, el molino o el cementerio. De este barrio sale un camino con un puente que cruza el río, que conduce al antiguo camino de Vegapujín a Fasgar.
Su economía se basa en la ganadería, la hierba para pastos, los cereales de secano y los cultivos de pequeñas huertas.

## Historia
Existen datos orales de asentamientos prerromanos en la zona. Se cree que el nombre del Viciocastro, pequeño monte al sur del pueblo y que domina esta parte del valle, se debe a haber albergado un poblado con un carácter defensivo o de enlace, o tal vez un asentamiento de origen celtíbero. No se ha podido comprobar este hecho.

### Época romana
Sí existen evidencias contrastadas de asentamientos romanos, al encontrarse explotaciones auríferas romanas en el Valle Gordo, en la zona de Barrio de la Puente y Marzán. Se puede aún seguir el trazado del canal de origen romano de cerca de 10 km de longitud, «la presa antigua», que alimentado por los manantiales próximos a Peña Cefera, conducía el agua que se almacenaba en Los Llaos, por el collado de Pando hasta cerca de estas poblaciones, en las que hay restos de minas de derrubio, similares a las famosas de Las Médulas. Sorprende la precisión en el cálculo de desniveles milimétricos realizado por los ingenieros de aquella época.
Se piensa que en las proximidades de Vegapujín, tal vez en el mismo cerro del Viciocastro, próximo a los accesos por la presa antigua a Los Llaos, debieron existir campamentos romanos para la construcción y el mantenimiento de la minería del lugar.

## Construcciones Destacadas

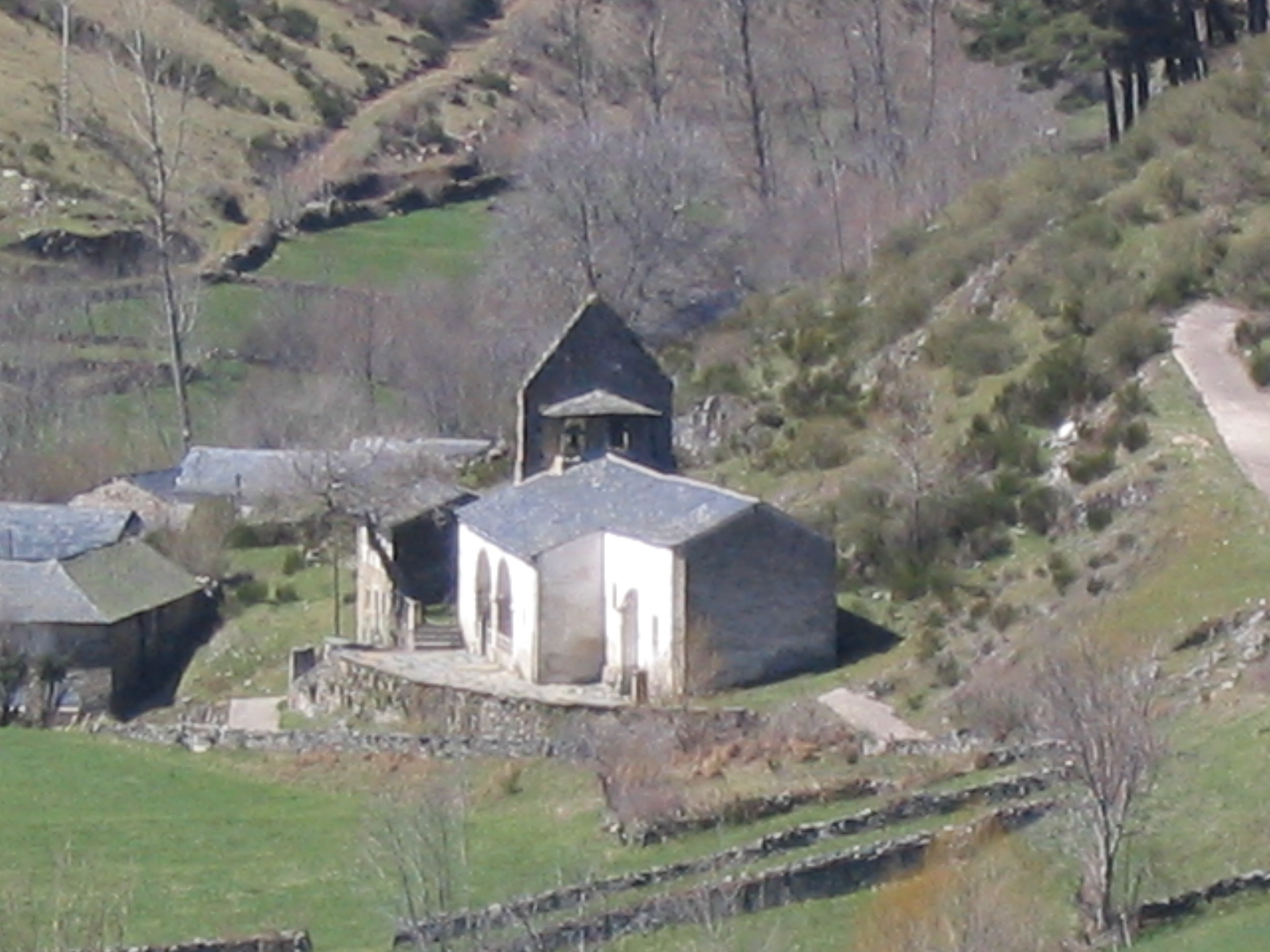
Iglesia de Vegapujin.

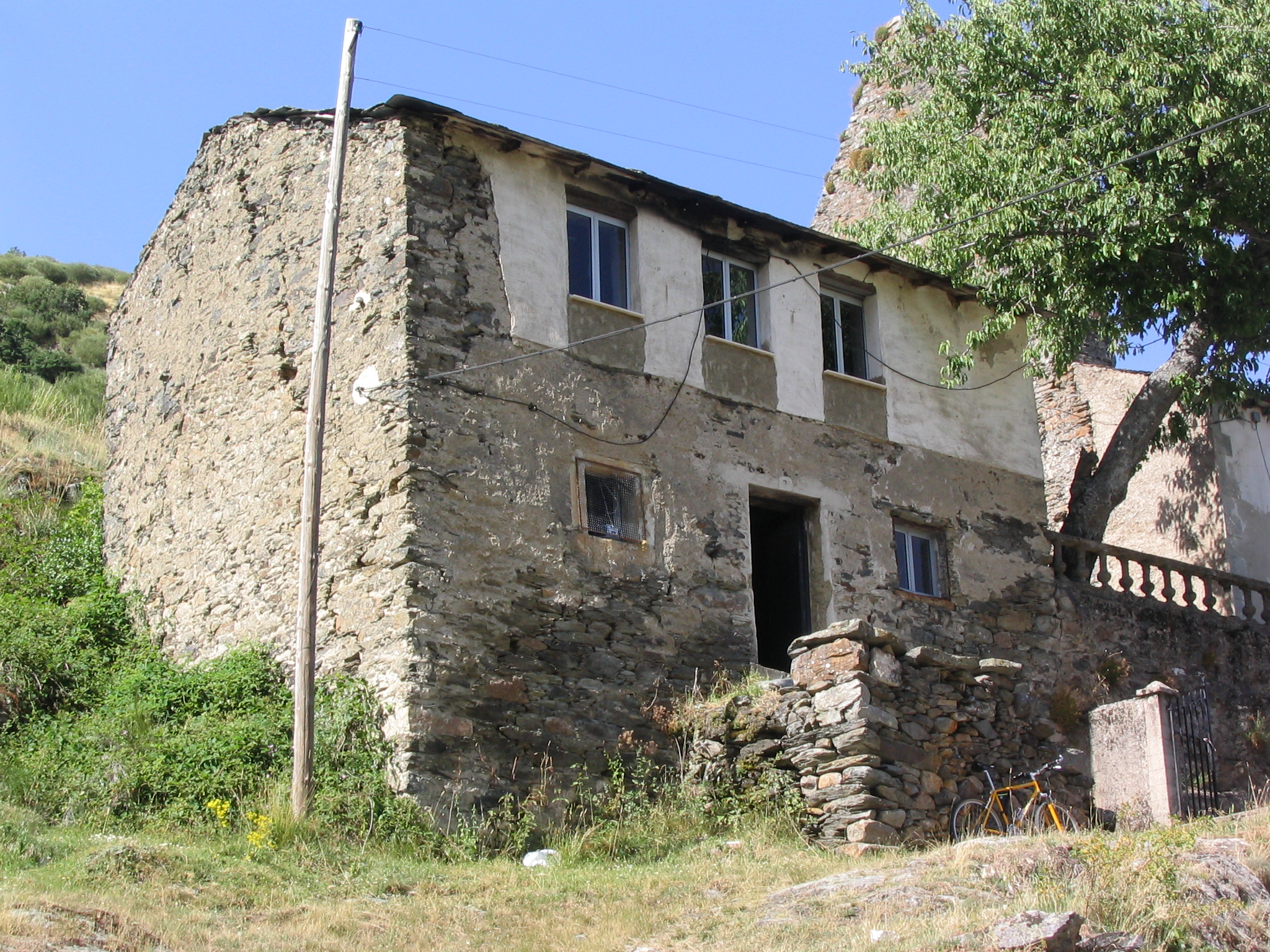
Vegapujín. La Escuela.

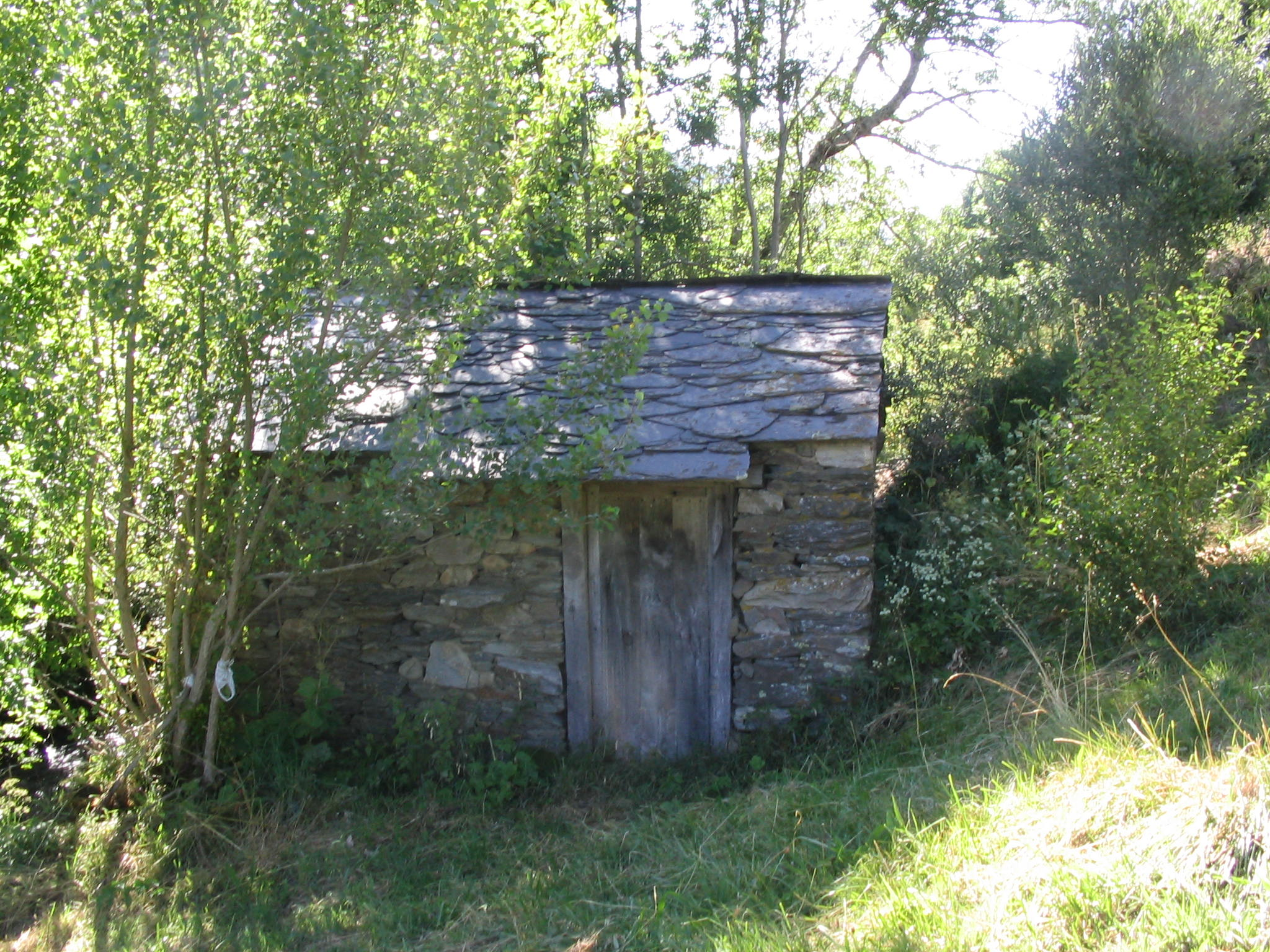
Vegapujín. Molino.

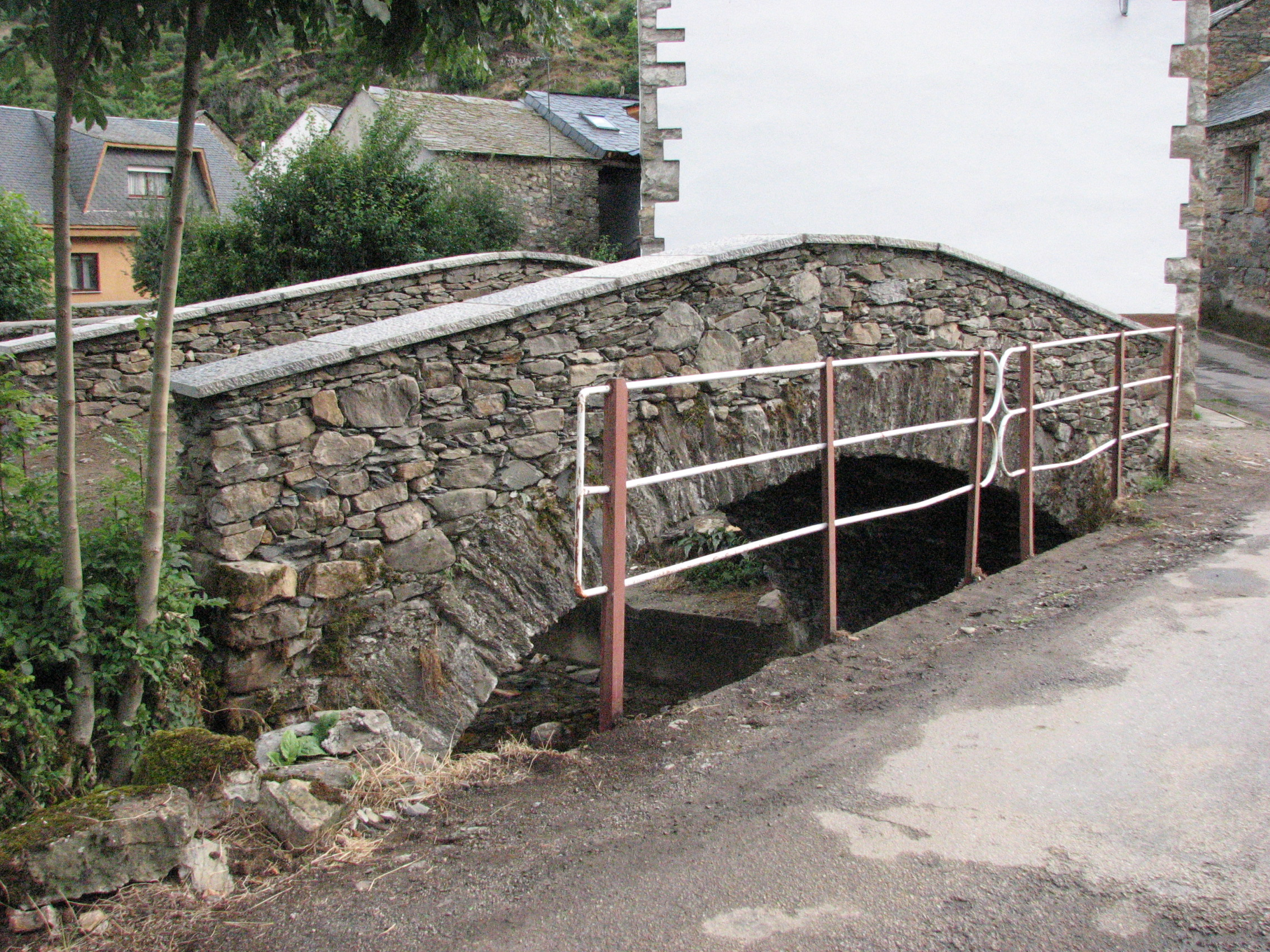
Vegapujín. Puente Romano.

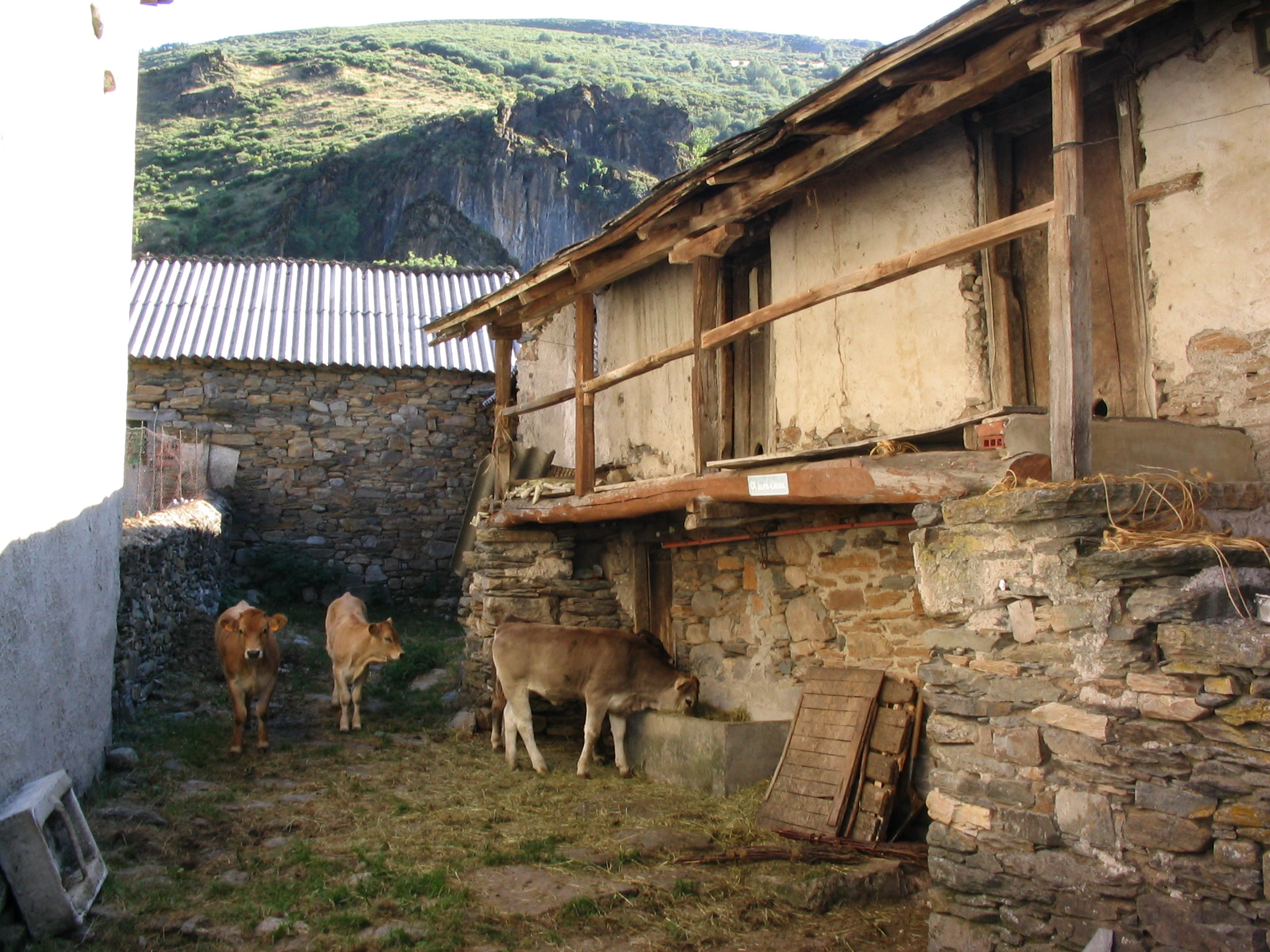
Vegapujín. Casa con ganado.

- La iglesia

- La ermita
- Las escuelas

- La lechería
- El molino

- El puente romano

## Parajes
- La Guariza de Vegapujín: Fantástico bosque de abedules o bidules
- La Peñina y la Peñona
- La Viliella: o barrio de arriba, barrio separado del pueblo al pasar el segundo puente dirección a Fasgar
- Viciocastro: Monte al sur del pueblo que domina gran parte del Valle Gordo
- Bucefrades
- Valdepozo
- Los Llaos
- Peña Cefera
- Ermita de La Casa

## Toponimia menor

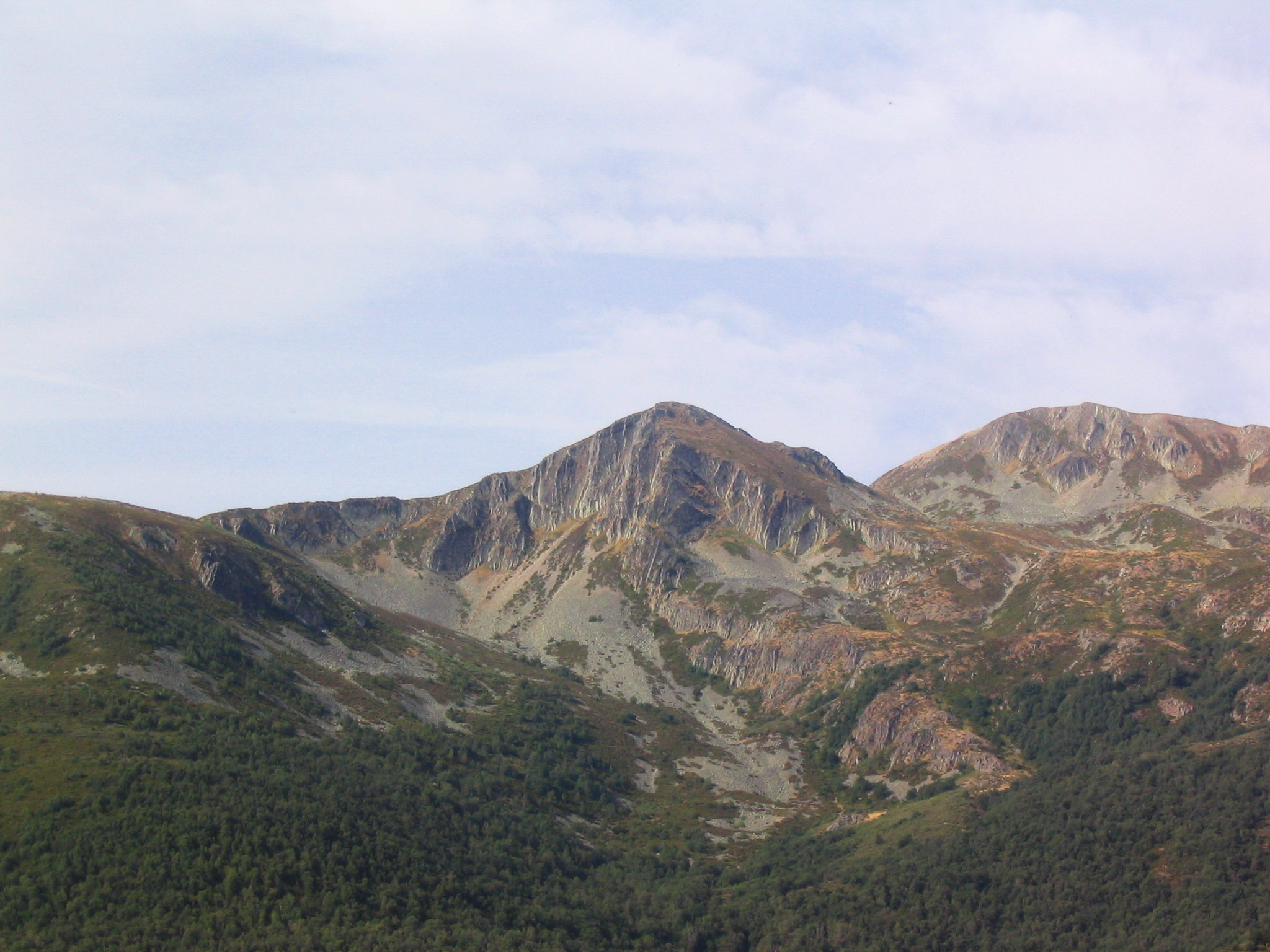
Pena Cefera desde Las Chanas.

En un pueblo ganadero, en el que el monte es la vida y la economía, la toponimia menor actúa como nombres de las calles, permitiendo a los vecinos ubicar de forma unívoca un sitio determinado. 
El descenso de la ganadería y de la caza han hecho prácticamente perder estos bellos nombres. La transmisión oral hace que la ortografía no esté definida claramente. 
Toda esta toponimia menor está recogida de la transmisión de la gente que se dedicó gran parte de su vida a labores de pastoreo y agrícolas por estas tierras.
Se han dividido los nombres por parajes.
• Vucefrades (Vuzufrades o Bucefrades)
El Requeixo, El Usedo Bucefrades, La Sierra de Valle, La Cruz de la Sierra, La Fuente la Cobertera, El Solano Vuzufrades, El Miro Cimero, La Vallina la Cruz, Las Campas, Miro Bajero, El Campo la Óvida, La Rodera Vucefrades, El Prado de Vuzufrades, El Arroyo Vuzufrades, La Rodera de los Rozos del Miro, Rozos Vacos del Camino la Óvida, Prado de Ventura Rubio, La Pasada de Vucefrades, El Prado de Ricardo Marcello.
• Valdepozo
El Miro Bajero, La Sierra de Fueyos, El Alto de Vallinas, La Poza la Sierra, La Fuente el Sulano, Las Sendas, El Prado de Dulsé (Manolán), La Roza de Miliana, El Sulano, Los Rozos Vacos, Las Rozas, Las Vallinas, Los Barrancones, El Usedo Valdepozo, La Choza, Camino Valdepozo, La Boca las Chanas, El Camino Viejo, La Urdibeiña, Las Llamas de la Corona, Las Tierras de la Urdibeiña, El Campo de Valdepozo.
• Praunzalo (o Praonzalo, Prado de Gonzalo)
El Campo Valdepozo, Varagallín, El Gallineiro, La Llamas las Canales, La Praus de Praunzalo, Vasarcín, Las Chanas, El Sistiadero, La Vallina las Chanas, La Voca las Chanas, Las Llamas Nuevas, Las Solanas, El Cáscaro, Valdepodambre, La Llomba, Las Tierras del Culláu, La Reguera Valdepodambre, El Camino Cuesta Praunzalo, El Llamudín (praus, llamas), Vucefruenzo, La Llama la Encorrada, El Prau Grande, La Regueirina, Los Otoñines.
Del lado de Posada.
La Vaduga, El Cascarón, Vucefruela, El Camino a Murias, Brañasoña, Eracalvos, Llamasendina, El Chano el Rey, Las Llamas Cerradas, El Escobio, El Palombar, Los Fueyos, Ricabañas, Peñaventana, Valdeparedes, La Tiesta.
• La Cuesta
Sendas, Los Bruezos, Matalafranca, Los Rabeiros, El Escambrión, El Fontanal, El Medio la Cuesta, El Rebollo Alto, La Tierra Larga, La Rodera, La Bulera, El Sendeiro, La Veiga Llarga, La Reguera la Forca, La Fuente Bandera, El Cascarón, La Corona el Rey, Pico de Villa, El Campo, La Vallina la Iglesia, La Tierra la Cuadra, Los Cascarines, El Prau Grande, El Prau Fueyo.
• Las Queimadas
Sulas peiñas, El Veneiru, Los Cumbriaderos, El Apretón, Las Algadinas, La Reguera los Sabugos, La  Augualta, La Peiña el Sardenal, El Sardenal, El Montelluengo, El Fuentunzalo, La Fuente la Raposa, La Sucilla de Arriba, El Lleirín, La Sucilla de Abajo, La Veiga de Pradegán, La Fuente el Piorno, La llama Lluenga, El Chaniello, El Güerto los Cochos, El Canalón, La Suerte el tíou Ramón, La Peiñina, La Peiñona, Fuenterrayada, Las Pomariegas, Las Huertas del tiou Roque, El Puerto Roque, El  Eiru la Puente, La Sierra las Quiemadas, La Poza la Sierra, El Eirón, La Peiña la Masera, Las Peiñas los Caseirones, Los Eiros de los Caseirones, El Eiro Nis, El Camino a Fasgar, El Chanón, El Vicio el Castro, La Vallina las Pozas, Las Pozas, El Pico las Pozas, El Teso las Pozas, La Suerte, Peñas de la Ferrera, Peña la Masera, La Ferrera, Praus de la Ferrera, Río.
• La Guariza
El Azreisal, Eiros del Azreisal, La Juncosa, La Sortiquina, La Reguera vuzubrín, El Pedroso, Los  Cascarines, Los Llamazales, La Rodera la Suerte, La Llama la Bouza, Los Changuazos, La llama el Esperón, Los Quiñones, La Reguera Vicicuntín, La Llamiella, El Prau Machadín, El Chano los Contos, La Presa Antigua, El Usedo el Águila, El Risco del Águila, La Poza las Altimoras, La Sierra las Tiendas, Peiña Cefera, El Chano la Túñez, La Braña el Asno, Los Derribaderos, Arcos del Augua, La Sierra Fernán Pérez, Los Llaus, La Laguna el Baucín, La Veiga los Llaus, Picagudo, La Reguera los Magüetos, Las Peiñas las Porrinas, El Chano las Carbazas, El Acebón, La Debesa, Las Machadas, Las Durniellas, La Laguna Seca, Chano el Miro, La Xibriella, La Poza la Xibriella, Peiña Redonda, La Peiña el Mular, La Pasadina, El Retorno, La Barrancona, El Curniellu.
• Vicicuende
El Carbacho, La Siguñera, Valcasposo, El Teso de la Mina, Las Vallinas del Culláu, El Culláu, Las Caranganas, La Choza, El Arroyo las Caránganas, El  Prau cerráu, El Tesu Lluengu, La Choza vieja, Peiñas Rubias, Agudín, El Arroyo el Barro, El Requeixu, La Culladica, La Cueta, La Peiña Palombera.

## Demografía
|         | 2000 | 2001 | 2002 | 2003 | 2004 | 2005 | 2006 | 2007 | 2008 | 2009 | 2010 |
| ------- | ---- | ---- | ---- | ---- | ---- | ---- | ---- | ---- | ---- | ---- | ---- |
| TOTAL   | 37   | 37   | 35   | 33   | 33   | 34   | 32   | 25   | 25   | 24   | 22   |
| VARONES | 15   | 15   | 14   | 12   | 13   | 15   | 15   | 11   | 12   | 11   | 10   |
| MUJERES | 22   | 22   | 21   | 21   | 20   | 19   | 17   | 14   | 13   | 13   | 12   |

## Lengua autóctona
El leonés, hoy prácticamente abandonado.

## Fiestas patronales
6 de enero -

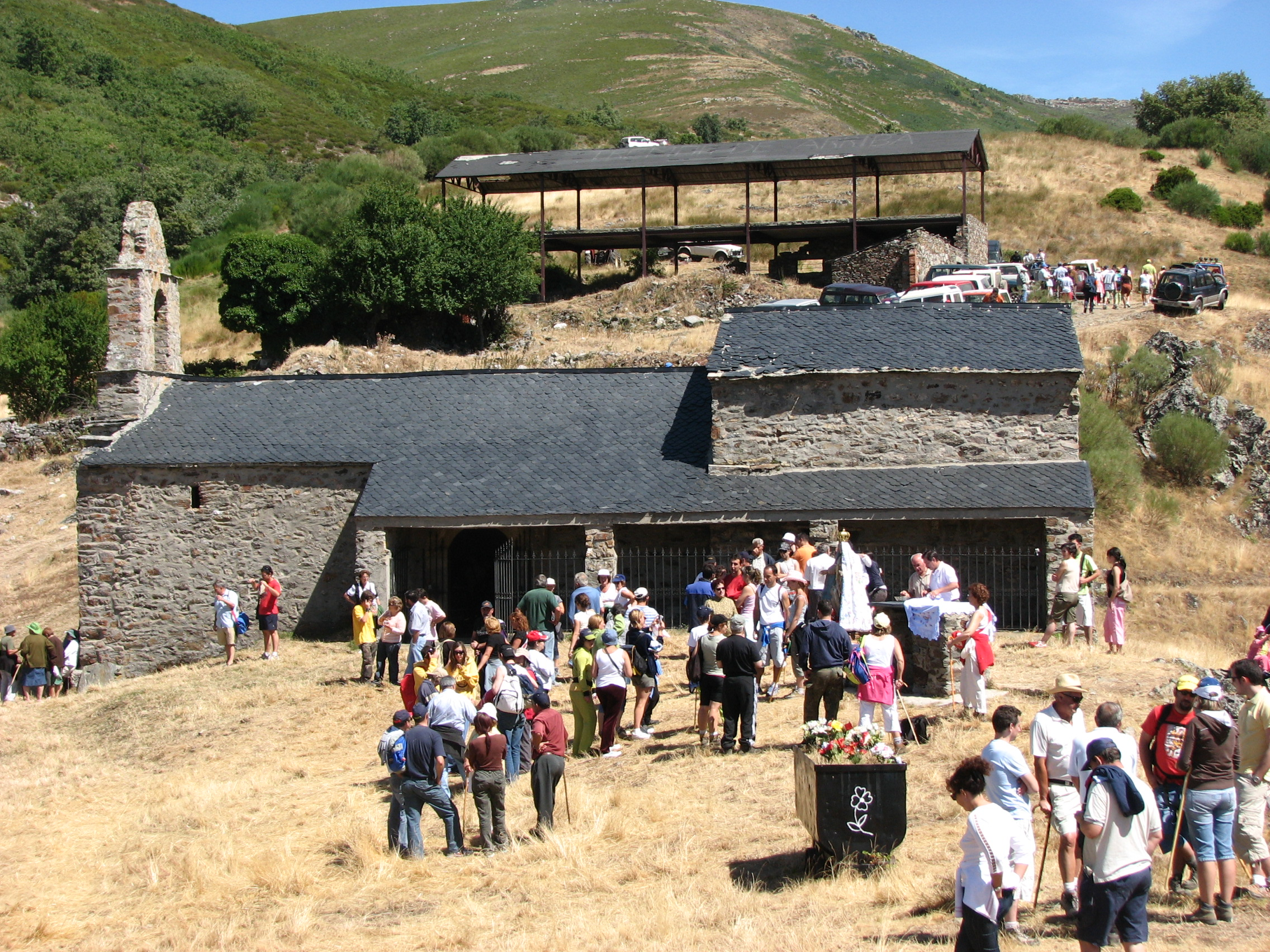
Vegapujín. Romería de la Virgen de la Casa.

15 de agosto - Virgen de la Casa. Peregrinación de seis kilómetros hasta el alto de Pando y bajada por la fuente de Fonflorín a peña Furada. Se celebra una misa y romería de la Virgen con el paso de los pendones, finalizando con un almuerzo campestre junto a la ermita de la Virgen de la Casa o de peña Furada y la fuente de Fonflorín. Participan vecinos de Vegapujín, Posada de Omaña, Torrecillo o Fasgar, e incluso de la población de Tremor de Arriba, comarca del Alto Bierzo.
Es tradicional también la matanza o samartino los fines de semana antes de diciembre, varios vecinos se juntan a colaborar en la matanza de uno o varios gochos.
En días soleados era habitual ver a los vecinos jugando a los bolos leoneses en el Amecedero.

## Personajes ilustres
- El General Laureado Segundo García García - Vegapujín (León), 13.V.1874 – 27.VI.1931

General de brigada y Caballero Laureado con la Orden de San Fernando. Héroe de Cavite en 1897.
- Beato Nemesio García Rubio  (enlace roto disponible en Internet Archive; véase el historial, la primera versión y la última). - Vegapujín (León), * 1912 - Paracuellos (Madrid), 30-XI-1936

Fraile agustino fusilado  durante la guerra civil española, beatificado por el Papa Benedicto XVI en 2007.

## El Valle Gordo
Los Pueblos que componen este valle son: 
- En el término municipal de  Riello
  - Aguasmestas
  - Cirujales
  - Villaverde
  - Marzán

- En el término municipal de Murias de Paredes
  - Barrio de la Puente
  - Torrecillo
  - Posada de Omaña
  - Vegapujín
  - Fasgar